# Altıntaş (Kütahya)
Altıntaş ist eine Stadt und Hauptort des gleichnamigen Landkreises der türkischen Provinz Kütahya. Die Stadt liegt etwa 40 Kilometer süd(südöst)lich der Provinzhauptstadt Kütahya. Die im Stadtlogo vorhandene Jahreszahl (1947) dürfte auf das Jahr der Ernennung zur Stadtgemeinde (Belediye) hinweisen.
Der Landkreis liegt im Südosten der Provinz und grenzt im Südwesten an den Kreis Gediz, im Nordwesten an den Kreis Aslanapa, im Norden und Nordosten an den zentralen Landkreis, im Osten an die Provinz Afyonkarahisar und im Süden an den Kreis Dumlupınar und die Provinz Uşak. Die Stadt liegt an der Fernstraße D 615, einer Querverbindung von der D 650 zur südlich verlaufenden E 90. Etwa zehn Kilometer nördlich der Kreisstadt, beim Dorf Kuyucak, liegt der regionale Flughafen Zafer Airport (türkisch Zafer Havalimanı), der die Städte Kütahya, Afyonkarahisar und Uşak versorgt.
Zehn km südsüdöstlich der Stadt befindet sich die Beşkarış-Talsperre.
Der Landkreis wurde 1947 durch das Gesetz Nr. 4993 aus dem gleichnamigen Bucak (46 Ortschaften, mit 9613 Einw., 1945) des zentralen Landkreises (Kütahya Merkez İlçesi) gebildet.
Er umfasste Ende 2020 neben der Kreisstadt (5322 Einw.) 35 Dörfer (Köy) (insg. 10.513 Einw.) mit durchschnittlich 300 Bewohnern. Die Palette der Einwohnerzahlen reicht von 804 (Zafertepeçalköy) herunter bis auf 40 (Aydınlar), 15 Dörfer haben mehr Einwohner als der Durchschnitt. Die Bevölkerungsdichte beträgt etwa ein Drittel des Provinzdurchschnitts (16,8 ÷ 49,6 Einw. je km²).

## Persönlichkeiten
- Veli Kızılkaya (* 1985), türkischer Fußballer